# Nicolas Gontard
Pour les articles homonymes, voir Gontard.
 (février 2017).
Si vous disposez d'ouvrages ou d'articles de référence ou si vous connaissez des sites web de qualité traitant du thème abordé ici, merci de compléter l'article en donnant les références utiles à sa vérifiabilité et en les liant à la section « Notes et références ».
Nicolas Gontard est un coureur motocycliste français né le 30 octobre 1985 à Échirolles dans le département de l'Isère .
En quatre ans,  il a atteint la catégorie reine du championnat de France de moto trial.

## Biographie
Nicolas Gontard est né à Échirolles. En 2005, il devient champion de France catégorie Sénior 1 et passe en parallèle un BTS. En 2008, il exprime dans une interview sa volonté de passer le Brevet d'Etat lors du mois de Juin de la même année. Il fait partie du club RTF38.

## Palmarès français
- 2004 : Champion de France par équipe
- 2004 : 3e au Championnat de France catégorie S1.
- 2005 : Champion de France catégorie S1.

## Palmarès international
- 2005 : 7e au Championnat du Monde catégorie Junior
- 2006 : 4e au Championnat du Monde catégorie Junior
- 2007 : 3e au Championnat du Monde catégorie Junior [4]
- 2007 : Victoire au trial international de Cahors catégorie junior